# رته، کشمیر آزاد
رته (به انگلیسی: Ratta) یک منطقهٔ مسکونی در پاکستان است که در کشمیر آزاد واقع شده‌است.